# Kernel32.dll

kernel32.dll — динамически подключаемая библиотека, являющаяся ядром всех версий ОС Microsoft Windows. Она предоставляет приложениям многие базовые API Win32, такие как управление памятью, операции ввода-вывода, создание процессов, потоков и функции синхронизации.

## Безопасность
Очень большое количество вредоносного ПО использует название этой библиотеки для скрытия себя в системе.
Эта библиотека всегда расположена в папке %windir%\System (Windows 9x/Me), %SystemRoot%\System32 (Windows NT x86). %SystemRoot%\SysWOW64 (Windows NT x64), где %SystemRoot% и %windir% - папка установки Windows, обычно - C:\Windows или C:\WinNT. Файлы kernel32.dll различаются в разных версиях операционной системы, а также могут изменяться в зависимости от установленных обновлений. В случае обнаружения этого файла в любом другом каталоге он должен быть незамедлительно удален.